# Satsuki Odamura
Satsuki Odamura (japanisch 小田村 さつき, Odamura Satsuki) ist eine in Australien lebende japanische Kotospielerin.

## Leben und Wirken
Satsuki spielte ab dem zehnten Lebensjahr Koto und studierte ab dem 18. Lebensjahr an der Sawai International Koto School in Tokio bei Sawai Tadao und Kazue. 1985 erlangte sie hier den Mastergrad und begann an der Sawai International Koto School in Sydney und der Monash University in Melbourne Koto zu unterrichten.
Daneben begann Satsuki eine internationale Konzerttätigkeit als Koto-Solistin sowie Mitglied verschiedener Musikensembles. Hierzu zählen die Ensembles GEST8 und Elision für zeitgenössische Musik, die Fusiongruppe Sangam, das Ensemble des Butohtänzers Yumi Umiumare und die Gruppen Waratah (mit Tony Lewis und Sandy Evans) und PRRIM (mit Tunji Beier und Adrian Sherriff).
Zahlreiche australische Komponisten schrieben Werke für sie und ihr Instrument, darunter Carl Vine (Concerto Gaijin), Ross Edwards (In Koto dreaming), Peter Sculthorpe (Little Requiem), Liza Lim, Barry Conyngham (Afterimages for koto and small orchestra), Michael Askill, Anthony Briggs, Tony Lewis, Linsey Pollak und Sarah de Jong.
Sie wurde 1998 mit zwei Sounds Australia Awards und 2000 mit dem Australian Music Award als beste Weltmusik-Instrumentalistin des Jahres ausgezeichnet.

## Diskografie
- Like a Bird mit Ian Cleworth, Riley Lee, Cleis Pearce, Sawai Kazue, 1993
- Slivanje. Where Waters Meet mit Linsey Pollak, Hernan Flores, Blair Greenberg, Dorinda Hafner, Ashok Roy, 1995
- Picture Dreams mit Riley Lee (Shakuhachi), 1997
- Burning House, Kompositionen von Tony Lewis, Sarah de Jong, Anne Norman, Anne Boyd, Barry Conyngham, Liza Lim mit Mara Kiek, Philip South, Jim Denley, Ian Cleworth, 1997
- Water Spirits – Honoka mit James Ashley Franklin, 1997
- Nadoya music and dance company: Kagome, 1998
- Anamika mit John Napier, Greg Gibson, Tony Lewis, Jonathan Pease, Ashok Roy, Shanta Roy, 1999
- Time Never Sleeps mit Tony Lewis, Sandy Evans, 2003
- Japanese Story, Soundtrack zum gleichnamigen Film, Kompositionen von Elizabeth Drake, 2003
- Koto Dreamings mit Kompositionen von Ross Edwards, Caroline Szeto, Anthony Briggs und Linsey Pollak, 2006
- GEST8: Kaleidoscope, Kompositionen von Simon Barker, Carl Dewhurst, Steve Elphick, Sandy Evans, Terry Gorman, Satsuki Odamura, Phil Slater, Greg White, 2007
- Chika. The Story of Chika Honda mit Thomas Fitzgerald, Anne Norman, Toshinori Sakamoto, Lindy Ferguson, Yumi Umiumare, Martin Panashay, Matthew Bruce, John Philps, 2008